# HBcAg

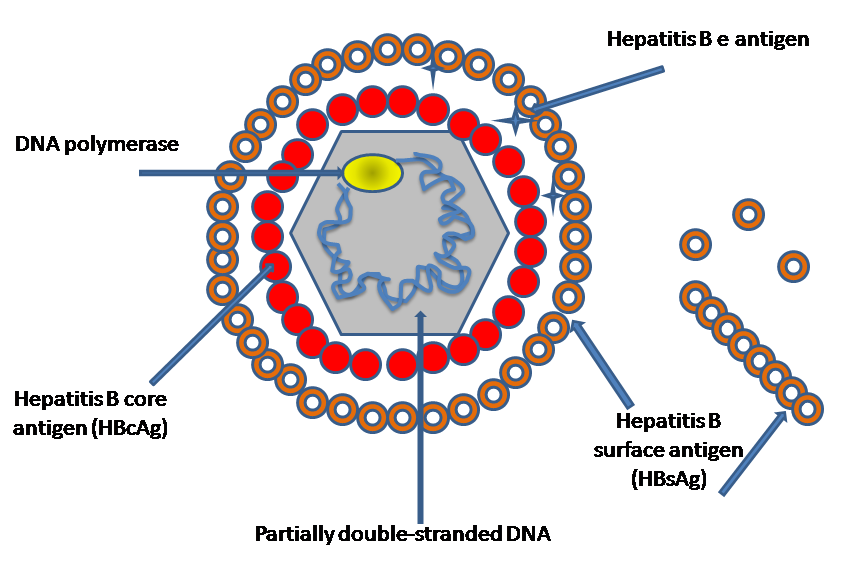
Un esquema simplificado de la partícula y el antígeno de superficie del VHB

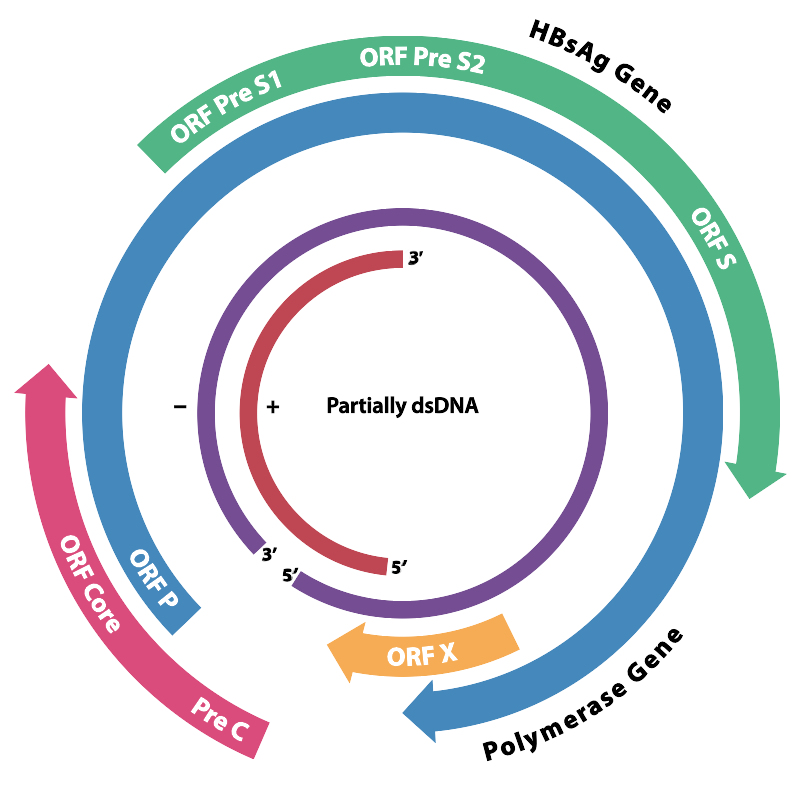
La organización del genoma del VHB. Los genes que se solapan. (Core ORF, abajo a la izquierda, codifica HBcAg.

HBcAg (antígeno del core) es una proteína viral de la hepatitis B. Es un indicador de la replicación viral activa, lo que significa que la persona infectada con la hepatitis B probablemente puede transmitir el virus a otra persona (es decir, la persona es contagiosa).
HBeAg es la forma extracelular de HBcAg, de ahí que la presencia de ambos son marcadores de la replicación viral, y los anticuerpos a estos antígenos son marcadores de una disminución en la replicación.
Múltiples productos de proteínas pueden ser producidos a partir de la misma secuencia de ADN. Cuando "ORF Core" y "Pre C" se traduce en conjunto, el resultado es "HBeAg".
Mientras que HBcAg se considera "partículas", "HBeAg" se considera "no particulado" o "secreción".